# AS Monaco FC
Treść tego artykułu może nie być zgodna z zasadami neutralnego punktu widzenia.
Dokładniejsze informacje o tym, co należy poprawić, być może znajdują się w dyskusji tego artykułu.
 Po wyeliminowaniu niedoskonałości należy usunąć szablon {{Dopracować}} z tego artykułu.
Association Sportive de Monaco Football Club – monakijski klub piłkarski, z siedzibą w Monako (dystrykt Fontvieille), założony 23 sierpnia 1924.

## Historia

### Książęce początki
AS Monaco FC zostało założone w 1924. Nie był to typowy klub piłkarski, o czym mogą świadczyć sekcje, jakie Monaco wówczas posiadało. Oprócz piłki nożnej uprawiano tam: koszykówkę, pływanie i dyscypliny lekkoatletyczne. Drużyna z Księstwa Monako ma ogromne ambicje, a to z racji patronatu księcia, który mieszka i mieszkał w tym niewielkim państwie. Marzenia o awansie i grze w najwyższej lidze spełniły się dopiero w sezonie 1953/1954. Pierwszy mecz u siebie rozegrali przeciwko Toulousie. Spotkanie zakończyło się porażką Monakijczyków 2:3. Pierwszy mecz na wyjeździe zagrali przeciwko AS Saint-Étienne. Mecz zakończył się remisem 1:1. Ogólnie ten sezon AS Monaco zakończyło na całkiem dobrym 10. miejscu. Wówczas człon drużyny stanowili tacy piłkarze jak: Henri Skiba, Jean Saunier, Serge Pedini i Lazare Gianessi.

### Pierwsze sukcesy i porażki
W 1960 r. drużyna prowadzona przez Lucien Leduca zdobyła pierwszy Puchar Francji. Po drodze do finału rozprawili się w im z AS Saint-Étienne. Mecz finałowy zakończył się wynikiem 4:2. Rok później AS Monaco zdobyło pierwszy tytuł mistrzowski. Wówczas Leduc miał do dyspozycji takich piłkarzy jak: Michel Hidalgo, Henri Biancheri, Theo i Delio Onnis. W sezonie 1962/1963 kibice i piłkarze z księstwa świętowali zdobycie mistrzostwa i Pucharu Francji. Wraz z odejściem trenera nastały cięższe czasy i AS Monaco tułało się między pierwszą a drugą ligą aż do połowy lat 70. XX wieku. Wtedy to prezesem klubu został Jean-Louis Campora, który ponownie zaangażował Leduca, co zaowocowało powrotem na najwyższy szczebel rozgrywek i tytułem mistrzowskim w 1978 roku. W pierwszym meczu w Pucharze Europy Monaco pokonało 7:2 AEK Ateny, potem uległo Interowi Mediolan. W sezonie 1975/1976 „Czerwono-Biali” opuścili szeregi Ligue 1. Później szybko do niej powrócili i pierwszy sezon po powrocie zakończyli na 1. miejscu, co było wówczas ewenementem. W 1979 roku do klubu z Valenciennes FC przybył Roger Milla, który po sezonie rozstał się z monakijskim klubem.

### Wyrabianie marki 1980
W 1980 roku AS Monaco zdobyło Puchar Francji, a 2 lata później kolejne mistrzostwo. Wówczas ukształtowały się takie talenty jak: Claude Puel, Manuel Amoros, Bruno Bellone, a przydatność potwierdzili: Umberto Barberis, Ralf Edström, Jacques Perais i Éric Pécout. Te nazwiska przyciągały na Stade Louisa II (powstały w 1937 r.) 7 tys. widzów. W sezonie 1984/1985 zawodnicy klubu zdobyli Puchar Francji. Nawet po kolejnym odejściu Luciena, klub nie pogrążył się w kryzysie i lata osiemdziesiąte zaowocowały dwoma Pucharami Francji (1980 i 1985) oraz dwoma triumfami ligowymi (1982 i 1988). Mimo niezłej gry w rozgrywkach krajowych klub kompletnie zawodził w rozgrywkach europejskich. W lipcu 1987 zatrudniono na stanowisko trenera Arsène Wengera. Pierwszy swój sezon zakończył już jako Mistrz Francji. Odniósł również pierwszy sukces na arenie europejskiej. Jego podopieczni odpadli dopiero w ćwierćfinale Pucharu Europy po przegranej z Galatasaray SK. W maju 1989 r. „Czerwono-Biali” ulegli 3:4 Olympique Marsylia w finale Pucharu Francji, ale AS Monaco dostało wówczas szansę gry w Pucharze Zdobywców Pucharów. Tam dotarli do półfinału, gdzie zmierzyli się z włoską Sampdorią. W 1991 r. miał nastąpić rewanż. Po raz kolejny w finale Pucharu Francji zmierzyły się jedenastki Olympique Marsylia i AS Monaco. Tym razem na Parc des Princes lepsi okazali się podopieczni Wengera. Wówczas ten Francuz miał do dyspozycji: Jean- Luca Ettoriego, Marcela Diba, Luca Sonora, Claude Puela, Geralda Passiego, Rogera Mendy’ego, George’a Weaha oraz Ramóna Díaza. Wyżej wymienieni zawodnicy stanowili o sile drużyny. Po zdobyciu Pucharu Francji w sezonie 1990/1991 w Pucharze Zdobywców Pucharów wyeliminowali kolejno: Swansea City, IFK Norrköping, AS Romę oraz w półfinale Feyenoord Rotterdam. W finale na Estádio da Luz w Lizbonie przegrali z Werderem Brema. Po wykryciu afery korupcyjnej, w której brali udział działacze klubu Olympique Marsylia i zdegradowaniu klubu z Marsylii, AS Monaco dostało szansę występów w eliminacjach do Ligi Mistrzów. Pokonali w nich AEK Ateny i Steauę Bukareszt. Francuzi trafili do grupy z FC Barceloną, Galatasarayem SK oraz Spartakiem Moskwa. Wyszli z niej bez problemów, a w półfinale ulegli AC Milanowi. Kłopoty kadrowe (kontuzje Jürgen Klinsmanna, Enzo Scifo, Viauda, wyjazd Victora Ikpeby na Puchar Narodów Afryki) sprawiły, że AS Monaco poczynało sobie coraz gorzej. Po 7 latach pracy Arsène Wenger podał się do dymisji, którą przyjęto. Zastąpił go, grający niegdyś jako bramkarz, Jean-Luc Ettori. Wkrótce tego ostatniego zastąpił Jean Tigana, który wniósł wiele do upadającego teamu. W sezonie 1995/1996 królem strzelców Division 1 został Brazylijczyk Sonny Anderson, który wyrósł na nową gwiazdę. Rok później ASM sięgnęło po 6. tytuł Mistrza Francji. Wówczas wszyscy obawiali się takich zawodników jak: Sylvain Legwinski, Sonny Anderson, David Trezeguet, Thierry Henry, Emmanuel Petit, Ali Benarbia, Victor Ikpeba i Patrick Blondeau. W „mistrzowskim sezonie” drużyna zdobyła aż 69 goli. Dobrze im się wiodło w Pucharze UEFA – dotarli do półfinału, gdzie zostali wyeliminowani przez Inter Mediolan. Następny tytuł mistrzowski AS Monaco zdobyło w sezonie 1999/2000.

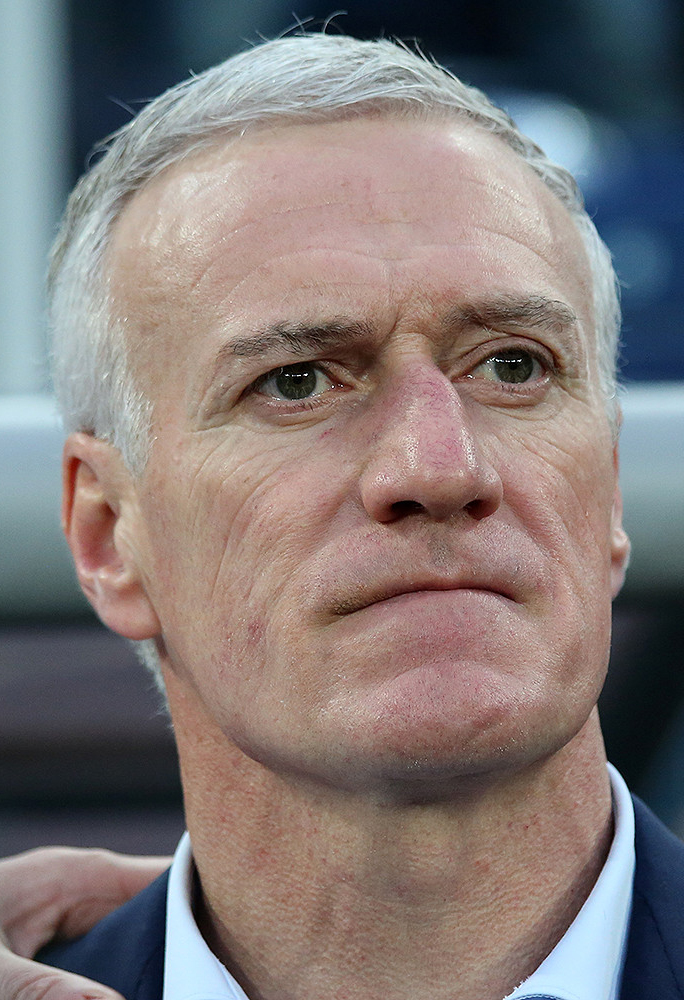
Najbardziej utytułowany trener AS Monaco – Didier Deschamps

Później Didier Deschamps objął stanowisko trenerskie w ASM. Zatrudnił on do szkolenia bramkarzy Jeana-Luca Ettoriego, co zaowocowało dobrą grą mało znanego Włocha, Flavio Romy. Didier Deschamps postawił na młodzież. Zakupił on Sébastien Squilacciego, Éric Cubillera, Patrice Evrę oraz Jaroslava Plašila. To przyniosło oczekiwany efekt. W sezonie 2002/2003 AS Monaco zostało wicemistrzem Francji. Później ciężkiej kontuzji doznał idol kibiców Monaco – Shabani Nonda. Nie zagrał on do końca sezonu. Było to wielkie osłabienie dla ASM, ale wszyscy mieli nadzieję, że udanie zastąpi go Emmanuel Adebayor do spółki z Souleymane Camarą. Na wypożyczenie przyszedł „El Moro” i grał wyśmienicie w sezonie 2003/2004. W tym sezonie Monaco bardzo dobrze zaprezentowało się w Lidze Mistrzów: najpierw wychodząc z grupy, pokonując m.in. 8:3 Deportivo La Coruña, później pokonując Chelsea F.C. 5:3 i Real Madryt w ćwierćfinale. W finale przegrali z FC Porto. Ostatecznie AS Monaco zakończyło sezon z dorobkiem finału Ligi Mistrzów oraz 3. miejscu w tabeli zapewniając sobie jedynie kwalifikacje do Ligi Mistrzów w przyszłym sezonie. Po odejściu gwiazd, tj. Morientesa, Rothena, Pršo, Márqueza, Graxa, Guiliego, Ibarry AS Monaco napotkało na trudności w kolejnym sezonie, nie było już tak zgranych i doświadczonych graczy. Do klubu przyszli Javier Saviola (wypożyczony z Barcelony), Maicon (kupiony z Cruzeiro EC) oraz Mohamed Kallon (kupiony z Interu Mediolan). ASM nie poszło najlepiej w europejskich pucharach, a w lidze zajęli ponownie 3. miejsce, które zapewniało kwalifikacje do Ligi Mistrzów. Do dymisji podał się bardzo zasłużony trener Didier Deschamps.

### Kryzys
Po jego odejściu w klubie zapanował chaos, w ciągu kilku lat zatrudniono i zwalniano trenerów za złe wyniki. Sam klub plasował się w okolicach środka tabeli. Mimo że w sezonie 2006/2007 zespół pozyskał Yaya Touré, Juana Pablo Pino, Jérémiego Méneza i Marco Di Vaio, to zespół ponownie nie awansował do Ligi Mistrzów. Rok później do drużyny dołączył Nenê, jednak i tym razem nic to nie dało. W 2008 roku Jérôme de Bontin, główny akcjonariusz klubu, odmłodził klub ASM, zostało sprowadzonych kilku utalentowanych piłkarzy m.in. Park Chu-young oraz Nicolas N’Koulou. Klub zakończył sezon w środku tabeli a sam Bontin zrezygnował z posady. Zastąpił go bankier Etienne Franzim, ale nie udało mu się podźwignąć klubu. AS Monaco zostało zdegradowane do roli ligowego średniaka, a częste zmiany trenerów tylko pogłębiały kryzys, owocem którego był spadek do drugiej ligi w sezonie 2010/2011. W lipcu 2009 roku, brazylijski trener Ricardo Gomes został zastąpiony przez byłego trenera AS Cannes i Stade Rennes – Guya Lacombe, trener od razu zastąpił niepotrzebnych graczy tymi młodymi takimi jak: Cédric Mongongu, Serge Gakpé, Pierre-Emerick Aubameyang, Frédéric Nimani, Yohan Mollo czy Layvin Kurzawa.

### Era Dmitrija Rybołowlewa
Na zapleczu Ligue 1, Monaco również zawodziło i gdy wydawało się, iż klub rozpadnie się całkowicie, na przełomie 2011 i 2012 roku nowym właścicielem zespołu został rosyjski multimiliarder Dmitrij Rybołowlew (93. na liście najbogatszych według magazynu Forbes), zobowiązując się do zainwestowania przynajmniej 100 milionów euro w ciągu kolejnych czterech lat. W 2012 roku na stanowisku trenera Laurent Banide został zastąpiony przez Marco Simone. Zimą klub pozyskał młodziutkiego napastnika Emmanuela Rivière. Ostatecznie zespół prowadzony przez włoskiego szkoleniowca bez problemu poradził sobie w Ligue 2. W sezonie 2013/2014, gdy ASM powróciło do Ligue 1 Rosjanin przekroczył ten budżet sprowadzając do klubu Rademela Falcao, Ricardo Carvalho, João Moutinho, Jamesa Rodrígueza, Érica Abidala, Geoffreya Kondogbie, Jérémiego Toulalana oraz Nicolasa Isimat-Mirina za łączną kwotę 160 mln euro. Nowym trenerem klubu został Claudio Ranieri. Po sprowadzeniu tylu nowych, utalentowanych zawodników przyszedł czas na przewietrzenie kadry, czyli tzw. porządki. Klub opuścili Adriano, Aleksandros Dziolis, Ibrahima Touré oraz Nampalys Mendy, zaś wielu graczy zostało wypożyczonych (m.in. Gaetano Monachello czy Carl Medjani).
AS Monaco rundę jesienną Ligue 1 zakończyło na drugim miejscu, tracąc trzy punkty do lidera Paris Saint-Germain. Zimą klub zasilili Lacina Traoré, Elderson, Dimityr Berbatow oraz Aymen Abdennour.
W lipcu 2014 roku AS Monaco sprzedało Jamesa Rodrígueza za rekordowe (wówczas) 75 milionów euro.
Największym sukcesem klubu w erze Rybołowlewa, było zdobycie mistrzostwa Francji w sezonie 2016/2017 i zajście do półfinału Ligi Mistrzów w sezonie 2016/17.

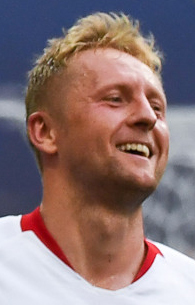
Kamil Glik – polski obrońca grający w ASM w latach 2016–2020.

W latach 2016–2020 barw AS Monaco bronił polski obrońca Kamil Glik.

## Sukcesy

### Trofea krajowe
| \| \| Zdobyte trofea w rozgrywkach Francji (stan na: 18-05-2025) \| |                                                            |      |                                                                                    |
| Rozgrywki                                                           | Osiągnięcie                                                | Razy | Sezon(y)                                                                           |
| · Mistrzostwo                                                       | I miejsce                                                  | 8    | 1961, 1963, 1978, 1982, 1988, 1997, 2000, 2017                                     |
| · Mistrzostwo                                                       | II miejsce                                                 | 8    | 1964, 1984, 1991, 1992, 2003, 2014, 2018, 2024                                     |
| · Mistrzostwo                                                       | III miejsce                                                | 14   | 1956, 1985, 1989, 1990, 1993, 1996, 1998, 2004, 2005, 2015, 2016, 2021, 2022, 2025 |
| · Puchar                                                            | zdobywca                                                   | 5    | 1960, 1963, 1980, 1985, 1991                                                       |
| · Puchar                                                            | finalista                                                  | 5    | 1974, 1984, 1989, 2010, 2021                                                       |
| Superpuchar                                                         | zdobywca                                                   | 4    | 1961, 1985, 1997, 2000                                                             |
| Superpuchar                                                         | finalista                                                  | 4    | 1960, 2017, 2018, 2024                                                             |
| · Puchar Ligi                                                       | zdobywca                                                   | 1    | 2003                                                                               |
| · Puchar Ligi                                                       | finalista                                                  | 3    | 2001, 2017, 2018                                                                   |
| · II liga                                                           | I miejsce                                                  | 1    | 2013                                                                               |
| · II liga                                                           | II miejsce                                                 | 1    | 1953                                                                               |
| · II liga                                                           | III miejsce                                                |      |                                                                                    |
| Francja                                                             | Zdobyte trofea w rozgrywkach Francji (stan na: 18-05-2025) |      |                                                                                    |

### Trofea międzynarodowe
| \| \| Zdobyte trofea w rozgrywkach międzynarodowych (stan na: 09-05-2017) \| |                                                                     |      |                  |
| Rozgrywki                                                                    | Osiągnięcie                                                         | Razy | Sezon(y)         |
| · Liga Mistrzów · (Puchar Europy)                                            | zdobywca                                                            | 0    |                  |
| · Liga Mistrzów · (Puchar Europy)                                            | finalista                                                           | 1    | 2004             |
| · Liga Mistrzów · (Puchar Europy)                                            | półfinał                                                            | 3    | 1994, 1998, 2017 |
| · Liga Europy · (Puchar UEFA)                                                | zdobywca                                                            | 0    |                  |
| · Liga Europy · (Puchar UEFA)                                                | finalista                                                           | 0    |                  |
| · Liga Europy · (Puchar UEFA)                                                | półfinał                                                            | 1    | 1997             |
| · Puchar Zdobywców                                                           | zdobywca                                                            | 0    |                  |
| · Puchar Zdobywców                                                           | finalista                                                           | 1    | 1992             |
| · Puchar Zdobywców                                                           | półfinał                                                            | 1    | 1990             |
| FIFA                                                                         | Zdobyte trofea w rozgrywkach międzynarodowych (stan na: 09-05-2017) |      |                  |

## Władze klubu

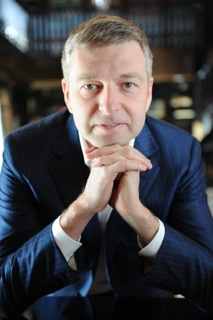
Dmitrij Rybołowlew - prezydent i większościowy udziałowiec AS Monaco od 2011 roku.

Obecne władze Klubu:
| Funkcja                   | Imię i nazwisko              |
| ------------------------- | ---------------------------- |
| Właściciel                | Dmitrij Rybołowlew           |
| Większościowy udziałowiec | Monaco Sport Invest          |
| Prezydent                 | Dmitrij Rybołowlew           |
| Wiceprezydent             | Juan Sartori                 |
| Wiceprezydent             | Ekaterina Sartori Rybołowlew |
| CEO                       | Ben Lambrecht                |
| Deputy CEO                | Olga Dementeva               |

## Sztab szkoleniowy

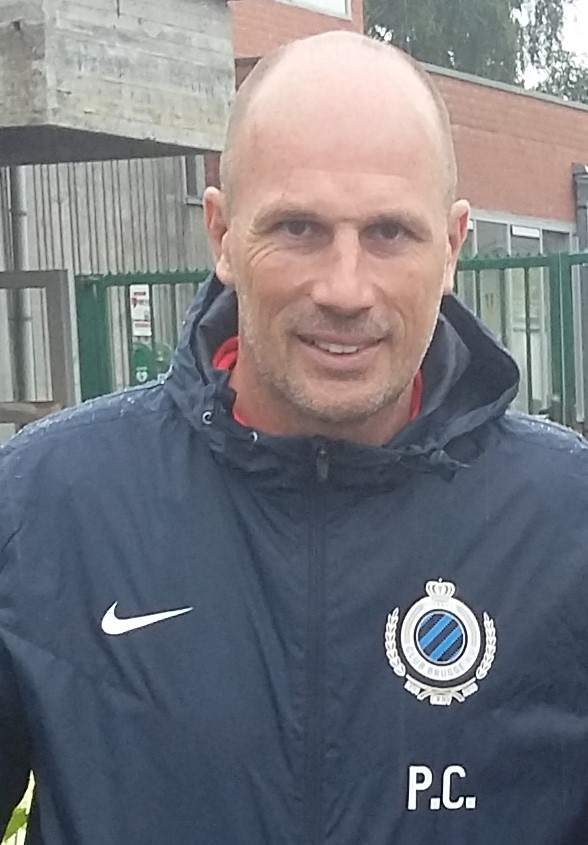
Philippe Clement – obecny trener AS Monaco

### Sztab szkoleniowy w sezonie 2022/23[10]
| Pozycja                     | Imię i nazwisko    |
| --------------------------- | ------------------ |
| Trener                      | Philippe Clement   |
| Asystent trenera            | Johan van Rumst    |
| Asystent trenera            | Jonas Ivens        |
| Trener bramkarzy            | Frederic de Boever |
| Menadżer rozwoju sportowego | Yann Le Meur       |
| Główny trener wydajności    | Bruno Marrier      |
| Naukowiec sportowy          | Leo Nouvain        |
| Główny trener wydajności    | Sandy Guichard     |
| Główny naukowiec sportowy   | Filippo Sassi      |
| Trener wydajności           | Steeven Mandin     |

## Obecny skład
Stan na 16 lipca 2025
| Nr | Poz. | Piłkarz                 |
| -- | ---- | ----------------------- |
| 1  | BR   | Radosław Majecki        |
| 2  | OB   | Vanderson               |
| 3  | OB   | Eric Dier               |
| 4  | OB   | Jordan Teze             |
| 5  | OB   | Thilo Kehrer            |
| 6  | PO   | Denis Zakaria (kapitan) |
| 7  | PO   | Eliesse Ben Seghir      |
| 8  | PO   | Paul Pogba              |
| 9  | NA   | Folarin Balogun         |
| 10 | PO   | Aleksandr Gołowin       |
| 11 | PO   | Maghnes Akliouche       |
| 12 | OB   | Caio Henrique           |
| 13 | OB   | Christian Mawissa       |
| 14 | NA   | Mika Biereth            |

| Nr | Poz. | Piłkarz                             |
| -- | ---- | ----------------------------------- |
| 15 | PO   | Lamine Camara                       |
| 16 | BR   | Philipp Köhn                        |
| 17 | OB   | Wilfried Singo                      |
| 18 | PO   | Takumi Minamino                     |
| 20 | OB   | Kassoum Ouattara                    |
| 21 | NA   | George Ilenikhena                   |
| 22 | OB   | Mohammed Salisu                     |
| 27 | PO   | Krépin Diatta                       |
| 28 | PO   | Mamadou Coulibaly                   |
| 31 | NA   | Ansu Fati (wypożyczony z Barcelony) |
| 36 | NA   | Breel Embolo                        |
| 37 | PO   | Edan Diop                           |
| 50 | BR   | Yann Liénard                        |
| 88 | PO   | Soungoutou Magassa                  |

## Partnerzy

### Partnerzy w sezonie 2022/23[12]
| Przedsiębiorstwo   | Funkcja            |
| ------------------ | ------------------ |
| Kappa              | Główni             |
| eToro              | Główni             |
| VBET               | Premium            |
| FEDCOM             | Premium            |
| Triangle intérim   | Premium            |
| Viwone             | Premium            |
| TheCorner.com      | Oficjalni          |
| Socios.com         | Oficjalni          |
| TGI                | Oficjalni dostawcy |
| Catawiki           | Oficjalni dostawcy |
| Purnell            | Oficjalni dostawcy |
| UFL                | Oficjalni dostawcy |
| Cupra Nice-Mougins | Oficjalni dostawcy |
| ZUMUB              | Oficjalni dostawcy |
| Capital Block      | Oficjalni dostawcy |
| Casino Secret      | Regionalni         |
| AYX                | Regionalni         |
| Premier Bet        | Regionalni         |
| Kappa              | E-sportowi         |
| eToro              | E-sportowi         |

## Piłkarze w historii

### Królowie strzelców
Królowie strzelców ligi francuskiej występujący w barwach AS Monaco. Pogrubieni zostali zawodnicy obecnie grający w AS Monaco.

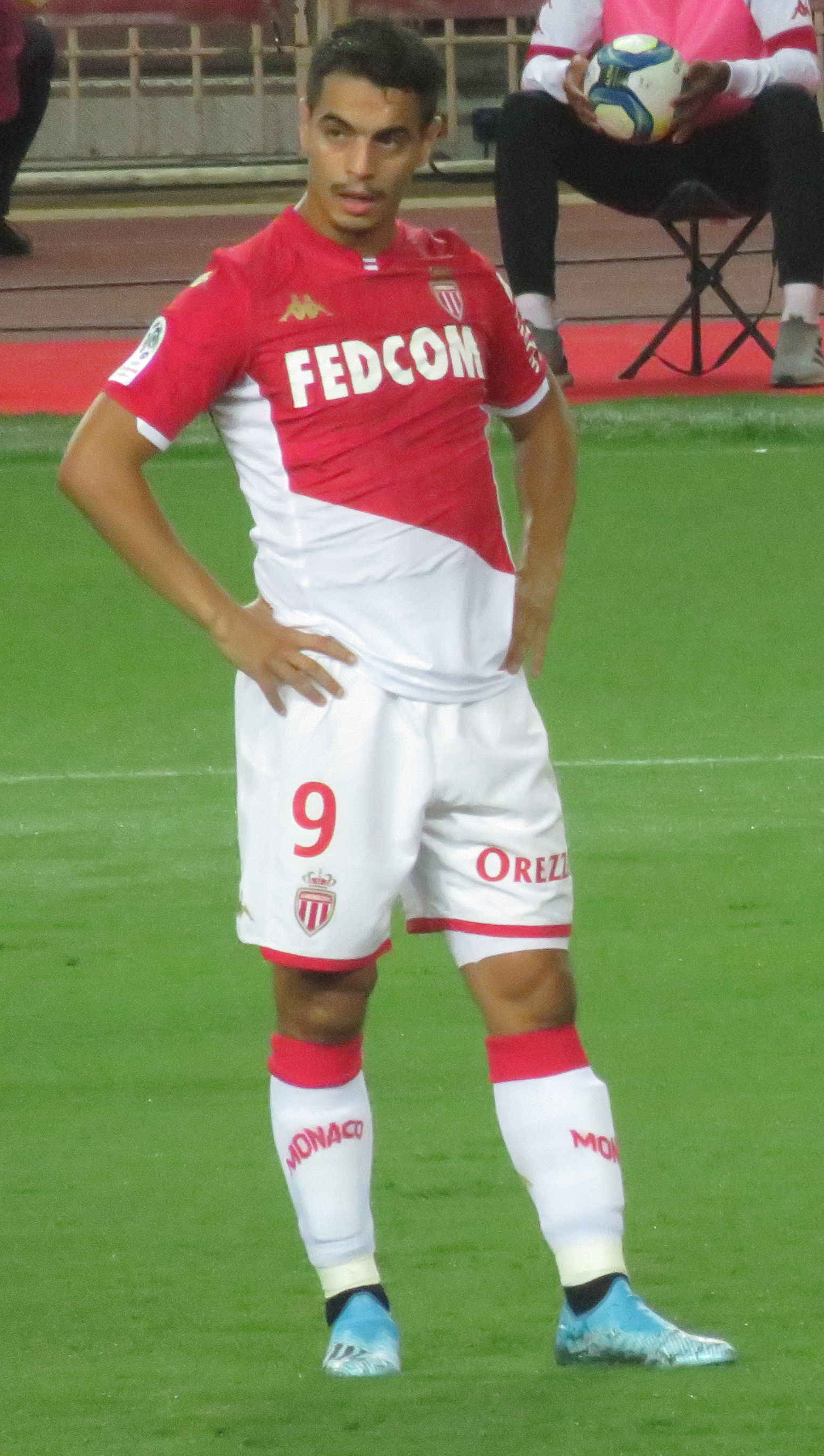
Wissam Ben Yedder – jeden z najlepszych strzelców AS Monaco

| Zawodnik          | Goli na występ | Gole | Występy |
| ----------------- | -------------- | ---- | ------- |
| Dello Onnis       | 0,81           | 148  | 183     |
| Wissam Ben Yedder | 0,63           | 80   | 126     |
| Radamel Falcao    | 0,60           | 65   | 108     |
| Sonny Anderson    | 0,56           | 51   | 91      |
| David Trezeguet   | 0,56           | 52   | 93      |

### Kultowi gracze
Pogrubieni zostali zawodnicy obecnie grający w AS Monaco.

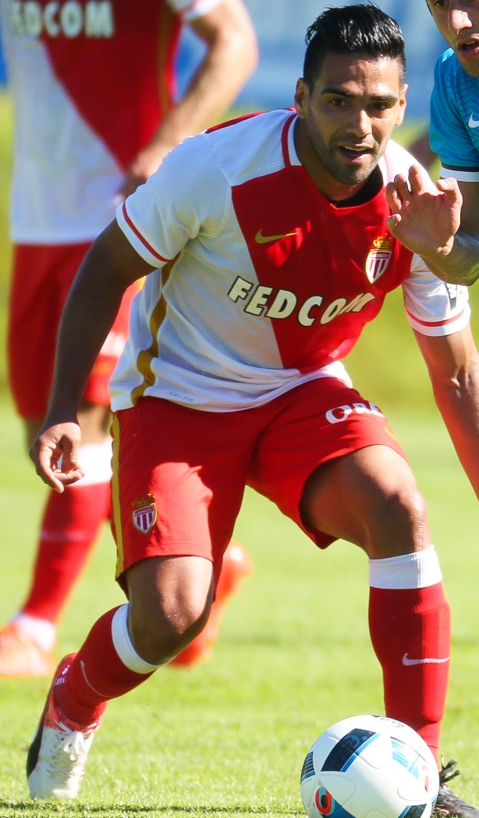
Radamel Falcao – gwiazda klubu i jeden z najlepszych strzelców AS Monaco

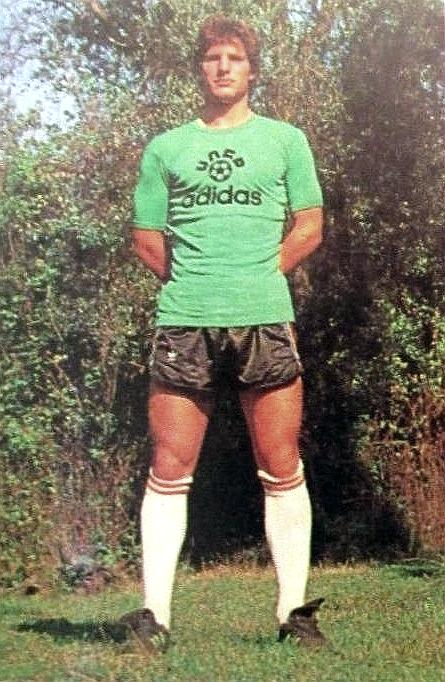
Jean-Luc Ettori – legenda klubu i najdłużej grający piłkarz w historii AS Monaco

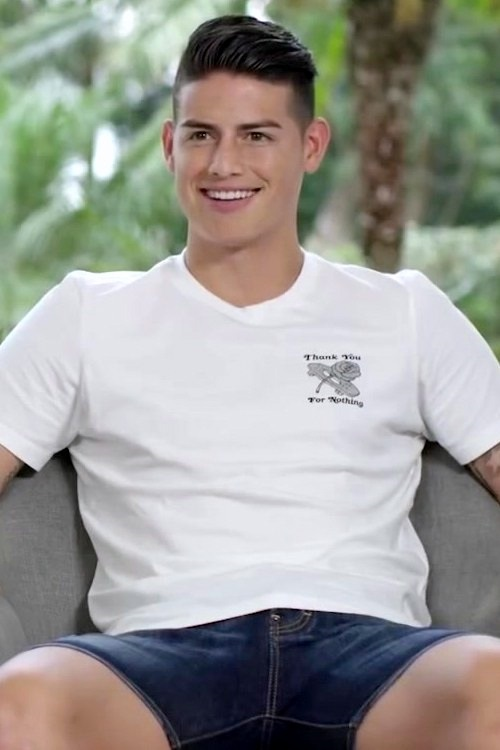
James Rodríguez – jest największym rekordem wśród kupna zawodników

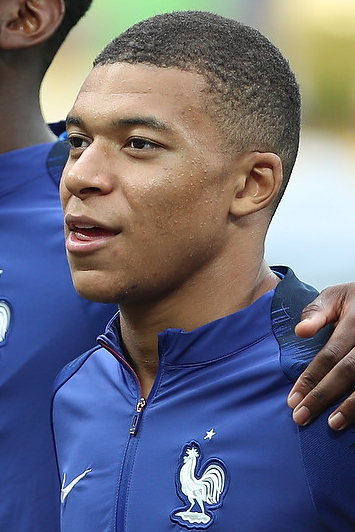
Kylian Mbappé – jest największym rekordem wśród sprzedaży zawodników AS Monaco

| Nr. | Zawodnik          | Mecze |
| --- | ----------------- | ----- |
| 1   | Jean-Luc Ettori   | 753   |
| 2   | Claude Puel       | 597   |
| 3   | Manuel Amoros     | 348   |
| 4   | Marcel Dib        | 326   |
| 5   | Luc Sonor         | 314   |
| 6   | Danijel Subašić   | 292   |
| 7   | Emmanuel Petit    | 291   |
| 8   | Franck Dumas      | 282   |
| 9   | Dominique Bijotat | 271   |
| 10  | Ludovic Giuly     | 268   |

| Nr. | Zawodnik          | Sezon   | Poprzedni klub  | Kwota odstępnego  |
| --- | ----------------- | ------- | --------------- | ----------------- |
| 1   | James Rodríguez   | 2013/14 | FC Porto        | 45 milionów euro  |
| 2   | Radamel Falcao    | 2013/14 | Atlético Madryt | 43 miliony euro   |
| 3   | Wissam Ben Yedder | 2019/20 | Sevilla         | 40 milionów euro  |
| 4   | Gelosn Martins    | 2019/20 | Atlético Madryt | 30 milionów euro  |
| 5   | Aleksandr Gołowin | 2018/19 | CSKA Moskwa     | 30 milionów euro  |
| 6   | Keita Baldé       | 2017/18 | S.S. Lazio      | 30 milinów euro   |
| 7   | João Moutinho     | 2013/14 | FC Porto        | 25 milionów euro  |
| 8   | Youri Tielemans   | 2017/18 | RSC Anderlecht  | 25 milionów euro  |
| 9   | Pietro Pellegri   | 2017/18 | Genoa           | 20,9 miliona euro |

| Nr. | Zawodnik            | Sezon     | Nowy klub         | Kwota odstępnego  |
| --- | ------------------- | --------- | ----------------- | ----------------- |
| 1   | Kylian Mbappé       | 2018/19   | PSG               | 180 milionów euro |
| 2   | Aurélien Tchouaméni | 2022/23   | Real Madryt       | 80 milionów euro  |
| 3   | James Rodríguez     | 2014/15   | Real Madryt       | 75 milinów euro   |
| 4   | Thomas Lemar        | 2018/19   | Atlético Madryt   | 72 miliony euro   |
| 5   | Anthony Martial     | 2015/16   | Manchester United | 60 milionów euro  |
| 6   | Benajamin Mendy     | 2017/18   | Manchester City   | 57,5 miliona euro |
| 7   | Bernardo Silva      | 2017/2018 | Manchester City   | 50 milionów euro  |
| 8   | Fabinho             | 2018/19   | Liverpool         | 45 milionów euro  |
| 9   | Youri Tielemans     | 2019/20   | Leicester City    | 45 milionów euro  |
| 10  | Tiemoué Bakayoko    | 2017/18   | Chelsea           | 40 milionów euro  |

## Trenerzy klubu
Źródło.
| Lp. | Lata      | Trener                         | Lp. | Lata      | Trener                        | Lp. | Lata    | Trener           |
| --- | --------- | ------------------------------ | --- | --------- | ----------------------------- | --- | ------- | ---------------- |
| 1.  | 1948–1950 | Jean Batmale                   | 21. | 1994      | Jean Petit                    | 41. | 2022    | Stéphane Nado    |
| 2.  | 1950–1952 | Elek Schwartz                  | 22. | 1994–1995 | Jean-Luc Ettori               | 42. | od 2022 | Philippe Clement |
| 3.  | 1952–1953 | Angelo Grizzetti               | 23. | 1995      | Gérard Banide                 |     |         |                  |
| 4.  | 1953–1956 | Ludwig Dupal                   | 24. | 1995–1999 | Jean Tigana                   |     |         |                  |
| 5.  | 1956–1957 | Anton Marek                    | 25. | 1999–2001 | Claude Puel                   |     |         |                  |
| 6.  | 1957–1958 | Louis Pirroni                  | 26. | 2001–2005 | Didier Deschamps              |     |         |                  |
| 7.  | 1958–1963 | Lucien Leduc                   | 27. | 2005      | Jean Petit                    |     |         |                  |
| 8.  | 1963–1965 | Roger Courtois                 | 28. | 2005–2006 | Francesco Guidolin            |     |         |                  |
| 9.  | 1965–1966 | Louis Pirroni                  | 29. | 2006      | Ladislau Bölöni               |     |         |                  |
| 10. | 1966–1969 | Pierre Sinibaldi               | 30. | 2006–2007 | Laurent Banide                |     |         |                  |
| 11. | 1969–1970 | Louis Pirroni, Robert Domergue | 31. | 2007–2009 | Ricardo Gomes                 |     |         |                  |
| 12. | 1970–1972 | Jean Luciano                   | 32. | 2009–2011 | Guy Lacombe                   |     |         |                  |
| 13. | 1972–1974 | Ruben Bravo                    | 33. | 2011      | Laurent Banide                |     |         |                  |
| 14. | 1974–1975 | Alberto Muro                   | 34. | 2011–2012 | Marco Simone                  |     |         |                  |
| 15. | 1976      | Armand Forcherio               | 35. | 2012–2014 | Claudio Ranieri               |     |         |                  |
| 16. | 1977–1979 | Lucien Leduc                   | 36. | 2014–2018 | Leonardo Jardim               |     |         |                  |
| 17. | 1979–1983 | Gérard Banide                  | 37. | 2018–2019 | Thierry Henry                 |     |         |                  |
| 18. | 1983–1986 | Lucien Muller                  | 38. | 2019      | Franck Passi, Leonardo Jardim |     |         |                  |
| 19. | 1986–1987 | Ștefan Kovács                  | 39. | 2019–2020 | Robert Moreno                 |     |         |                  |
| 20. | 1987–1994 | Arsène Wenger                  | 40. | 2020–2022 | Niko Kovač                    |     |         |                  |

## Popularność w mediach społecznościowych
Portale społecznościowe AS Monaco (stan na dzień 15 kwietnia 2023 r.)
| Rejestracja      | Sieć społeczna | Główne konto | Przybliżona liczba obserwujących w milionach |
| ---------------- | -------------- | ------------ | -------------------------------------------- |
| październik 2008 | Facebook       | "@asmonaco"  | 10,89                                        |
| marzec 2019      | TikTok         | "@asmonaco"  | 5,3                                          |
| kwiecień 2012    | X              | "@AS_Monaco" | 2,2                                          |
| styczeń 2013     | Instagram      | "asmonaco"   | 2                                            |
| kwiecień 2009    | YouTube        | "@asmonaco"  | 0,19                                         |
| 2019             | Twitch         | "asmonaco"   | 0,02                                         |
| Łącznie          | Łącznie        | Łącznie      | ok. 20,6                                     |